# Jericho (míssil)

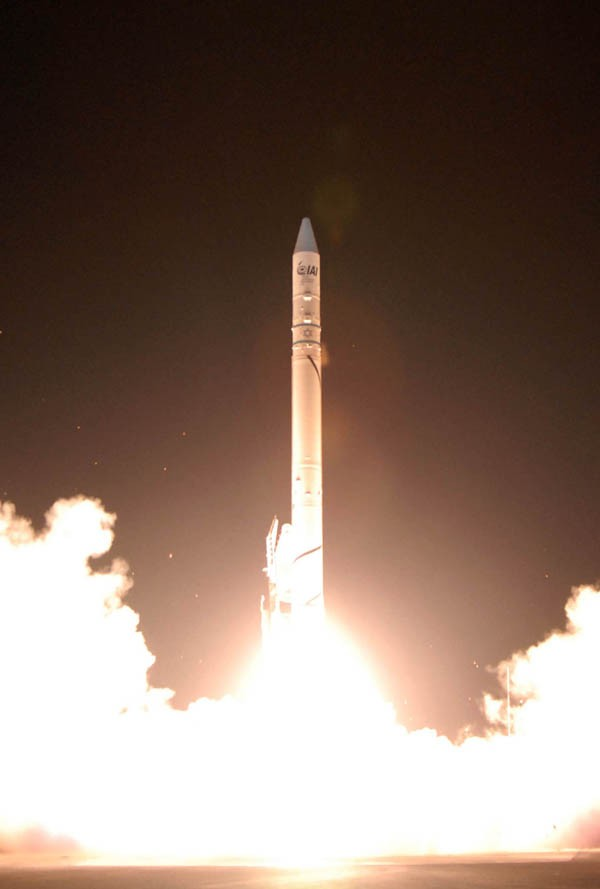
El coet Shavit està basat en el míssil Jericho II

Jericho és el nom d'una família de míssils balístics israelians començats a desenvolupar a mitjan anys 1960 per Dassault a França. Es van fer versions d'un i dos trams.
L'encàrrec original va ser el disseny d'un míssil capaç d'aconseguir 500 km de distància amb una ogiva de massa indeterminada. La primera prova del míssil d'una etapa va tenir lloc l'1 de febrer de 1965, i la prova amb dues etapes va tenir lloc el 16 de març de 1966. Es va tractar del primer míssil desenvolupat a França amb un ordinador digital de bord. El programa va ser cancel·lat al gener de 1969 a causa de l'embargament d'armes sobre Israel. El programa es va reprendre posteriorment.
Els detalls exactes dels míssils Jericho són difícils de trobar a causa del secretisme que els envolta, atès que segurament estan relacionats amb el programa nuclear israelià.

## Versions

### Jericho 1
Primera versió, derivada del Jericho francès original. Es van fer 3 llançaments de prova, entre el 21 de desembre de 1990 i el 6 d'abril de 2000.

#### Especificacions
- Apogeu: 100 km
- Massa total: 4500 kg
- Diàmetre: 1,01 m
- Longitud total: 10,06 m
- Ogiva (pes estimat): 500 kg
- Abast màxim: 480 km

### Jericho 2
Míssil tàctic, probablement es tracta de les dues primeres etapes del llançat Shavit. Es van fer 5 llançaments de prova, entre l'1 de maig de 1987 i el 27 de juny de 2001.

#### Especificacions
- Apogeu: 300 km
- Empenyiment en enlairament: 610 kN
- Massa total: 22.000 kg
- Diàmetre: 1,71 m
- Longitud total: 12,59 m
- Envergadura: 2,5 m
- Abast màxim: 1.450 km

### Jericho 3
El Jericho 3 és unMBI armat nuclear que va entrar en servei en el 2011. Es creu que el Jericho 3 té un  propulsor sòlid de tres etapes i una càrrega útil de 1000-1300  kg. La càrrega útil podria ser un sol cap nuclear de 750 quilos o bé dues ogives MIRV de baix rendiment. Té un pes de llançament estimat de 30.000 kg i una longitud de 15.5 metre amb una amplada de 1.56 m. Pot ser similar a un  vehicle de llançament espacial Shavit actualitzat i redissenyat, produït per Israel Aerospace Industries. Probablement té motors de primera i segona etapa més llargs. És estimat per la pàgina web missilethreat.comque té un abast de 4800-6500  km (2982-4038 milles), encara que una enquesta de proliferació de míssils de 2004 realitzada pel Servei d'Investigació del Congrés dels EUA va estimar que el seu abast màxim era de fins a 11.500 km.

#### Especificacions
- Ogiva nuclear: 750 kg
- Pes de llançament: 30.000 kg
- Longitud: 15,5 m
- Abast màxim: 11.500 km